# Daniel Czapiewski
Daniel Czapiewski (ur. 29 stycznia 1968, zm. 3 grudnia 2013 w Starogardzie Gdańskim) – polski przedsiębiorca i społecznik, animator życia kulturalnego na Kaszubach.

## Życiorys
Nazywany był Kaszubskim Stolemem. Był synem Jana Czapiewskiego, inżyniera rolnika i posła na Sejm VIII kadencji i Heleny, nauczycielki. Zainteresowanie historią Polski i małej ojczyzny – Ziemi Kaszubskiej – zmaterializowały się w jego dwóch przedsięwzięciach: założonej w latach 90. XX wieku firmie Danmar (produkującej drewniane domy, nawiązujące do budownictwa na Kaszubach) oraz Centrum Edukacji i Promocji Regionu w Szymbarku, gdzie w interesujący sposób pokazana jest historia Kaszub i historia Polski. Centrum ma uczyć i bawić. Sprowadził do niego XIX-wieczny Dom Sybiraka spod Irkucka, 150-letnią Zagrodę Kaszuby Trapera z kanadyjskiego Wilna i Dom Powstańca Polskiego z tureckiego Adampola, zbudował replikę bunkra, w którym stacjonowali podczas wojny dowódcy grup Tajnej Organizacji Wojskowej Gryf Pomorski.  Na terenie Centrum odbywają się różne imprezy, m.in. Światowy Dzień Sybiraka czy  Majówka Przedsiębiorców Pomorskich. Odwiedzane jest ono przez kilkadziesiąt tys. osób rocznie.
Działał na rzecz kultywowania polskiej i kaszubskiej tradycji,  patriotyzmu, a przede wszystkim pamięci o Sybirakach, Żołnierzach Wyklętych, Polonii na obczyźnie. Za swoją działalność na rzecz kultury i promocji regionu był nagradzany, między innymi został laureatem Superperły Kaszub. Został też wybrany Człowiekiem Roku 2010 w plebiscycie Dziennika Bałtyckiego.
7 grudnia 2013 został pochowany na cmentarzu w Somoninie, żegnany m.in. przez  działaczy kaszubskich, przedstawicieli władz województwa i regionu, byłego prezydenta Lecha Wałęsę, kanadyjskich Kaszubów, gości z Adampola, sybiraków.